# Калвер, Джарретт
Джа́рретт Ка́лвер (англ. Jarrett Culver; родился 20 февраля 1999 года в Лаббоке, штат Техас, США) — американский профессиональный баскетболист, выступающий в Джи-Лиге НБА за клуб «Осеола Мэджик». На студенческом уровне выступал за команду Техасского технологического университета. Был выбран на драфте НБА 2019 года в первом раунде под общим шестым номером командой «Финикс Санз». Играет на позиции атакующего защитника.

## Профессиональная карьера

### Миннесота Тимбервулвз (2019—2021)
Калвер был выбран «Финикс Санз» под шестым номером в первом раунде на драфте НБА 2019 года. Его сразу же обменяли в «Миннесоту Тимбервулвз» на Дарио Шарича и одиннадцатый выбор на драфте. Обмен был официально проведен 6 июля. Два дня спустя, 8 июля 2019 года, «Миннесота Тимбервулвз» объявила о подписании Калвера. 23 октября 2019 года Калвер дебютировал в НБА, выйдя со скамейки запасных в матче против «Бруклин Нетс» и набрав четыре очка, две передачи и один перехват.

### Мемфис Гриззлис (2021—2022)
25 августа 2021 года Калвер и Хуан Эрнангомес были обменяны в «Мемфис Гриззлис» на Патрика Беверли.

### Атланта Хокс (2022—2023)
12 сентября 2022 года Калвер подписал двусторонний контракт с командой «Атланта Хокс». 14 января 2023 года игрок был отчислен «Хокс».[37]

### Рио-Гранде Вэллей Вайперс (2023—2024)
26 января 2023 года команда Джи-Лиги НБА «Рио-Гранде Вэллей Вайперс» приобрела Калвера у «Колледж Парк Скайхокс» путем обмена.

## Статистика

### Статистика в НБА
| Сезон                                                                                    | Команда   | Регулярный сезон | Регулярный сезон | Регулярный сезон | Регулярный сезон | Регулярный сезон | Регулярный сезон | Регулярный сезон | Регулярный сезон | Регулярный сезон | Регулярный сезон | Регулярный сезон | Серия плей-офф | Серия плей-офф | Серия плей-офф | Серия плей-офф | Серия плей-офф | Серия плей-офф | Серия плей-офф | Серия плей-офф | Серия плей-офф | Серия плей-офф | Серия плей-офф |
| Сезон                                                                                    | Команда   | GP               | GS               | MPG              | FG%              | 3P%              | FT%              | RPG              | APG              | SPG              | BPG              | PPG              | GP             | GS             | MPG            | FG%            | 3P%            | FT%            | RPG            | APG            | SPG            | BPG            | PPG            |
| ---------------------------------------------------------------------------------------- | --------- | ---------------- | ---------------- | ---------------- | ---------------- | ---------------- | ---------------- | ---------------- | ---------------- | ---------------- | ---------------- | ---------------- | -------------- | -------------- | -------------- | -------------- | -------------- | -------------- | -------------- | -------------- | -------------- | -------------- | -------------- |
| 2019/20                                                                                  | Миннесота | 63               | 35               | 23,9             | 40,4             | 29,9             | 46,2             | 3,4              | 1,7              | 0,9              | 0,6              | 9,2              | Не участвовал  | Не участвовал  | Не участвовал  | Не участвовал  | Не участвовал  | Не участвовал  | Не участвовал  | Не участвовал  | Не участвовал  | Не участвовал  | Не участвовал  |
| 2020/21                                                                                  | Миннесота | 34               | 7                | 14,7             | 41,1             | 24,5             | 60,4             | 3,1              | 0,7              | 0,5              | 0,3              | 5,3              | Не участвовал  | Не участвовал  | Не участвовал  | Не участвовал  | Не участвовал  | Не участвовал  | Не участвовал  | Не участвовал  | Не участвовал  | Не участвовал  | Не участвовал  |
| 2021/22                                                                                  | Мемфис    | 37               | 0                | 9,1              | 37,8             | 25,5             | 47,1             | 1,3              | 0,9              | 0,5              | 0,1              | 3,5              | 3              | 0              | 7,4            | 30,0           | 0,0            | 50,0           | 2,3            | 0,3            | 0,7            | 0,0            | 2,3            |
| 2022/23                                                                                  | Атланта   | 10               | 1                | 13,7             | 39,5             | 8,3              | 69,2             | 3,8              | 0,6              | 0,6              | 0,2              | 4,4              | Не участвовал  | Не участвовал  | Не участвовал  | Не участвовал  | Не участвовал  | Не участвовал  | Не участвовал  | Не участвовал  | Не участвовал  | Не участвовал  | Не участвовал  |
|                                                                                          | Всего     | 144              | 43               | 17,2             | 40,1             | 27,6             | 50,9             | 2,8              | 1,2              | 0,7              | 0,4              | 6,5              | 3              | 0              | 7,4            | 30,0           | 0,0            | 50,0           | 2,3            | 0,3            | 0,7            | 0,0            | 2,3            |
| Наведите курсор мыши на аббревиатуры в заголовке таблицы, чтобы прочесть их расшифровку. |           |                  |                  |                  |                  |                  |                  |                  |                  |                  |                  |                  |                |                |                |                |                |                |                |                |                |                |                |

### Статистика в Джи-Лиге
| Сезон                                                                                    | Команда                   | Регулярный сезон | Регулярный сезон | Регулярный сезон | Регулярный сезон | Регулярный сезон | Регулярный сезон | Регулярный сезон | Регулярный сезон | Регулярный сезон | Регулярный сезон | Регулярный сезон | Серия плей-офф | Серия плей-офф | Серия плей-офф | Серия плей-офф | Серия плей-офф | Серия плей-офф | Серия плей-офф | Серия плей-офф | Серия плей-офф | Серия плей-офф | Серия плей-офф |
| Сезон                                                                                    | Команда                   | GP               | GS               | MPG              | FG%              | 3P%              | FT%              | RPG              | APG              | SPG              | BPG              | PPG              | GP             | GS             | MPG            | FG%            | 3P%            | FT%            | RPG            | APG            | SPG            | BPG            | PPG            |
| ---------------------------------------------------------------------------------------- | ------------------------- | ---------------- | ---------------- | ---------------- | ---------------- | ---------------- | ---------------- | ---------------- | ---------------- | ---------------- | ---------------- | ---------------- | -------------- | -------------- | -------------- | -------------- | -------------- | -------------- | -------------- | -------------- | -------------- | -------------- | -------------- |
| 2021/22                                                                                  | Мемфис Хастл              | 4                | 4                | 33,1             | 38,4             | 30,8             | 63,6             | 6,5              | 1,8              | 1,3              | 1,0              | 18,5             | Не участвовал  | Не участвовал  | Не участвовал  | Не участвовал  | Не участвовал  | Не участвовал  | Не участвовал  | Не участвовал  | Не участвовал  | Не участвовал  | Не участвовал  |
| 2022/23                                                                                  | Колледж-Парк Скайхокс     | 11               | 6                | 28,5             | 47,7             | 33,3             | 61,1             | 7,5              | 1,5              | 1,3              | 1,0              | 18,0             | Не участвовал  | Не участвовал  | Не участвовал  | Не участвовал  | Не участвовал  | Не участвовал  | Не участвовал  | Не участвовал  | Не участвовал  | Не участвовал  | Не участвовал  |
| 2022/23                                                                                  | Рио-Гранде Вэллей Вайперс | 18               | 11               | 32,8             | 44,7             | 30,7             | 76,7             | 7,6              | 3,1              | 1,1              | 0,8              | 17,8             | 5              | 0              | 27,9           | 49,1           | 36,4           | 86,7           | 9,0            | 1,8            | 0,4            | 1,2            | 15,4           |
| 2023/24                                                                                  | Рио-Гранде Вэллей Вайперс | 45               | 26               | 31,2             | 47,7             | 36,0             | 69,8             | 6,6              | 3,3              | 1,8              | 0,7              | 20,7             | 1              | 1              | 32,8           | 50,0           | 0,0            | 100,0          | 6,0            | 3,0            | 3,0            | 1,0            | 29,0           |
|                                                                                          | Всего                     | 78               | 47               | 31,3             | 46,5             | 34,2             | 69,4             | 7,0              | 2,9              | 1,5              | 0,8              | 19,5             | 6              | 1              | 28,8           | 49,3           | 23,5           | 90,5           | 8,5            | 2,0            | 0,8            | 1,2            | 17,7           |
| Наведите курсор мыши на аббревиатуры в заголовке таблицы, чтобы прочесть их расшифровку. |                           |                  |                  |                  |                  |                  |                  |                  |                  |                  |                  |                  |                |                |                |                |                |                |                |                |                |                |                |

### Статистика в NCAA
| Сезон | Команда   | Conf   | Class | GP | GS | MPG  | FG%  | 3P%  | FT%  | RPG | APG | SPG | BPG | PPG  |
| --- | --------- | ------ | ----- | -- | -- | ---- | ---- | ---- | ---- | --- | --- | --- | --- | ---- |
| 2017/18 | Техас Тек | Big 12 | FR    | 37 | 20 | 26,4 | 45,5 | 38,2 | 64,8 | 4,8 | 1,8 | 1,1 | 0,7 | 11,2 |
| 2018/19 | Техас Тек | Big 12 | SO    | 38 | 38 | 32,5 | 46,1 | 30,4 | 70,7 | 6,4 | 3,7 | 1,5 | 0,6 | 18,5 |
| Всего | Всего     | Всего  | Всего | 75 | 58 | 29,5 | 45,9 | 34,1 | 68,7 | 5,6 | 2,8 | 1,3 | 0,6 | 14,9 |
| Наведите курсор мыши на аббревиатуры в заголовке таблицы, чтобы прочесть их расшифровку Статистика приведена с сайта sports-reference.com |           |        |       |    |    |      |      |      |      |     |     |     |     |      |

### Статистика в других лигах
| Сезон | Команда                   | Лига                          | GP | GS | MPG  | FG%  | 3P%  | FT%  | RPG | APG | SPG | BPG | PFL | TOV | PPG  |
| --- | ------------------------- | ----------------------------- | -- | -- | ---- | ---- | ---- | ---- | --- | --- | --- | --- | --- | --- | ---- |
| 2022/23 | Рио-Гранде Вэллей Вайперс | Межконтинентальный кубок ФИБА | 2  | 2  | 29,7 | 62,1 | 58,3 | 66,7 | 7,0 | 1,5 | 0,5 | 1,0 | 2,0 | 2,5 | 22,5 |
| Всего | Всего                     | Всего                         | 2  | 2  | 29,7 | 62,1 | 58,3 | 66,7 | 7,0 | 1,5 | 0,5 | 1,0 | 2,0 | 2,5 | 22,5 |
| Наведите курсор мыши на аббревиатуры в заголовке таблицы, чтобы прочесть их расшифровку Статистика приведена с сайта basketball.realgm.com |                           |                               |    |    |      |      |      |      |     |     |     |     |     |     |      |